# Epinotia lindana
The Diamondback Epinotia Moth (Epinotia lindana) là một loài bướm đêm thuộc họ Tortricidae. Nó được tìm thấy ở Bắc Mỹ, records include British Columbia, Ontario, Quebec, Alberta, North Carolina, Washington và Pennsylvania.
Sải cánh dài khoảng 17 mm.
Ấu trùng ăn Cornus species.